# Batalla del río Irguiz
La Batalla del río Irguiz (o río Irgiz) fue un enfrentamiento militar librado entre las fuerzas del naciente Imperio mongol y las del Imperio jorezmita a principios del siglo XIII. Si bien el combate está bien atestiguado, su datación es incierta, pues los cronistas de la época dan relatos contradictorios, lo que lleva a los historiadores modernos a proponer dos posibles fechas: 1209 o 1219. 
Los acontecimientos de fondo son similares: el jagán Gengis Jan envió un ejército al mando de su noyan (general) Subotai para atacar a fuerzas hostiles (Qutu, jefe de los merkitas, o Kuchlug, jefe de los naimanos) en las tierras del Janato de Kara-Jitai. El sah Mohamed II de Jorasmia recibió las noticias de grandes ejércitos operando en sus fronteras septentrionales y se dispuso a enfrentarlos. Los mongoles, que posiblemente incluían al noyan Yebe y al hijo mayor del jagán, el jan Jochi, fue sorprendido por los jorezmitas poco después de vencer a su objetivo inicial. El sah rechazó las propuestas de paz e inició la batalla. El enfrentamiento fue feroz y duró hasta el anochecer, pero posiblemente los mongoles obtuvieron la ventaja. Sin embargo, como se les había ordenado evitar cualquier enfrentamiento innecesario, secretamente los mongoles abandonaron su campamento en la noche. La destreza que demostraron es citada como una de las razones por las que el sah eligió una estrategia defensiva en la guerra abierta que tuvo después con el jagán.

## Cronología
La escaramuza es descrita con distintos niveles de detalle por cuatro cronistas distintos, que dan fechas diferentes. Ali ibn al-Athir, historiador árabe o kurdo del siglo XIII, señala que ocurrió poco después de la masacre de la caravana mongola en Otrar, en 1218. Shihab al-Din Muhammad al-Nasawi, secretario y biógrafo de Jalal ad-Din Mingburnu, lo corrige afirmando que la batalla sucedió en el año 612 del calendario islámico, es decir, 1215-1216 del calendario gregoriano. El historiador persa Minhaj-i Siraj Juzjani escribió en la segunda mitad de esa centuria que sucedió en 615, es decir, 1218. Mientras, Ata-Malik Juvayni, historiador persa de finales de ese siglo, escribe que la campaña comenzó a finales de 1218 y la batalla debió ocurrir en 1219. El historiador ruso, Vasili Bartold, señala que las crónicas son confusas y tienen errores de diversa magnitud. Por ejemplo, Nasawi dice que la batalla ocurrió tras la derrota de Kuchluk, que se sabe no ocurrió antes de 1218; Juvayni afirma que el sah permaneció en Bujará del 30 de octubre al 30 de diciembre porque era primavera, una contradicción en sí misma. El historiador persa de finales de la centuria, Rashid-al-Din Hamadani, aporta datos sobre la derrota final de los merkitas, sin embargo, su cronología omite años.
Algunos historiadores proponen que la batalla ocurrió en 1209, basados en fuentes como Historia secreta de los mongoles o biografías chinas del noyan Subotai y citando las similitudes entre las campañas del relato de Juvayni, sugieren que el encuentro sucedió poco después de que el noyan venciera a los merkitas. Basándose en el hecho de que Kuchlug, entonces vasallo de los Kara-Jitai, logró tomar Samarcanda en 1210, Paul Buell postula que el resultado indeciso en el río Irgiz debilitó la reputación de Mohamed II e hizo posible la pérdida de la ciudad, algo imposible en esos años. Para Christopher Atwood, es seguro que el sah y los mongoles estaban haciendo campaña en el delta del Sir Daria en 1209-1210, lo que da credibilidad a este relato en términos geográficos; sin embargo, cuenta con menos fuentes que la otra versión.
Otros historiadores sugieren que el combate se dio en 1218-1219, siguiendo los relatos de Athir y Juvayni: esta versión enfatiza el deterioro de las relaciones entre el sah y el jagán y Jochi estaría presente en la batalla. Está registrado que Gengis Jan elogió el liderazgo de Jochi a su regreso de esta campaña, y los historiadores han asumido que una batalla contra un gran contrincante como el sah sería vista como más digna de grandes elogios que la eliminación más rutinaria de los merkitas. Carl Sverdrup sugiere que el sah, que era consciente de que haber ordenado la ejecución de los embajadores del jagán llevaría a un ataque mongol de represalia, aprovechó la oportunidad para debilitar a los merkitas y a los mongoles. Acorde a sus cálculos, los mongoles pudieron combatir a los merkitas en noviembre de 1218. Un mes después habría llegado a Bujará una embajada pidiendo compensaciones por la masacre en Otrar, pero el sah ya habría decidido irse a la guerra y la despachó con las manos vacías. Después de reunir suficientes hombres para enfrentarse a cualquier enemigo en su frontera norte, el sah partió de Samarcanda y para abril de 1219 estaría combatiendo en Irgiz. Esto se basaría en las afirmaciones de Juvayni de que el sah deseaba matar dos pájaros de un tiro, implicando que estaba buscando activamente iniciar hostilidades. Sin embargo, existen dificultades logísticas para este relato, por ejemplo, que Jebe estaba cerca de Wajan, en el actual Afganistán, cuando el desterrado Kuchlug fue asesinado a finales de 1219, pero el río Irgiz fluye a más de 1500 km al norte, en el actual Kazajistán.

## Antecedentes
En 1204, el jan Temuyín venció a sus rivales y unificó las tribus de la meseta de Mongolia. Dos años después, a orillas del río Onon celebró un kurultái (asamblea) que lo aclamó jagán con el nombre de Gengis Jan. En cuanto a sus enemigos sobrevivientes, en 1205 los merkitas fueron vencidos definitivamente en Qaradal Huja'ur, pero su jan, Toqtoa Beki, huyó con sus hijos y muchos seguidores a través del macizo de Altái al oeste con los naimanos, pero fue vencido nuevamente en Ulagh Tagh en 1206 y derrotado y muerto en el río Irtish por el jagán. Los supervivientes huyeron al río Chu o Čui, donde los mongoles les persiguieron y nuevamente los vencieron; esta derrota supuso la ruptura de la alianza entre merkitas y naimanos, probablemente en 1208.
Los hijos de Toqtoa, incluido Qutu, huyeron con los sobrevivientes merkitas a tierras de las tribus kipchak y qangli, mientras Kuchluk huyó con los uigures, específicamente el Reino de Qocho, donde su idiqut o ïduq-qut (rey), Barchuq Art Tegin, prefirió ejecutar a los enviados de Kuchluk y asesinó al virrey de los Kara-Jitai, aprovechando su debilidad. En la primavera de 1209, los merkitas fueron vencidos en el Chem y tuvieron q huir al oeste con los kipchak. En 1209 y 1211, el Reino de Qocho y los turcos carlucos prefirieron someterse al jagán respectivamente y sus jefes viajaron a Mongolia a rendir vasallaje.
Después de este revés, los naimanos de Kuchluk huyeron al Janato de Kara-Jitai. Ahí, Kuchluk se casó con la hija del gurjan Yelü Zhilugu, pero con ayuda del sah Mohamed II de Jorasmia, venció y depuso su suegro. Sin embargo, cuando el sah exigió una compensación dividiendo las tierras del janato, Kuchluk se negó, desatando una guerra entre ambos. El sah se mantuvo en Samarcanda para impedir las incursiones de Kuchluk.
Para los siguientes eventos hay dos interpretaciones de las fuentes. En la primera, a fines de 1209 o inicios de 1210, Yebe fue enviado a perseguir a Kuchlug, pero no pudo seguirlo porque estaba asilado en Kara-Jitai, por lo que marchó a unirse a Subotai y juntos atacaron a un ejército combinado de merkitas y qangli en el río Chu o Yü-yü, donde murió Qutu y los merkitas desaparecieron. Poco después, hacia 1211, los qangli optaron por someterse a los mongoles. A continuación, Gengis Jan se habría concentrado en su conquista de la dinastía yurchen Jin en China del Norte y Manchuria.
En la segunda, en 1216, los merkitas que permanecieron en Mongolia y se sometieron al jagán se rebelaron y acabaron esclavizados, lo que motivó una expedición contra los que habían huido al oeste. Probablemente en 1217 o 1218, Gengis Jan ordenó a Subotai, Yebe y Jochi acabar con Qutu atacando al clan kipchak Ölbari u Ölberli, que dominaba el área entre los ríos Ural y Volga y le habían dado refugio. Subotai se dirigió al oeste, donde se encontró con su vanguardia liderada por Toquchar. Marcharon justo al norte de la frontera jorezmita, a través de territorio qangli. Los mongoles hicieron su famosa táctica de la retirada fingida, Qutu murió y su hijo Qaltoqan (o Qulqutan Mergen), fue capturado y luego ejecutado por insistencia del jagán, a pesar de la petición de Jochi de perdonarlo. Subotai había exigido a los qangli ayudarlo a enfrentar a los merkitas, a quienes consideraba súbditos rebeldes del jagán, pero como se negaron los destruyó junto a los merkitas. Otras fuentes afirman que Subotai se lo pidió a los Ölbari, pero como su jefe se negó porque ya había prometido su hospitalidad a Qudu, los atacaron a ambos.
En 1216, Gengis Jan envió al noyan (general) Yebe contra Kuchlug. La expedición incorporó a los qarluq de Almaliq y los uigures del idiqut, aportando 6000 y 18 000 guerreros respectivamente, logrando vencer en Balasagun a 30 000 hombres de Kara-Jitai. Por las mismas fechas, lograron la sumisión del basqaq (comisionado) de Kasan, Ismaíl (Yisimaili), quien le entregó varias ciudades y dirigió su vanguardia en persecución de Kuchlug, que había huido a Kashgar, donde Yebe prometió libertad religiosa y ganó el apoyo popular. Kuchlug intentó seguir su fuga a Badajsán, donde los locales lo capturaron y entregaron a los mongoles, acabando ejecutado. La usurpación de Kuchlug debilitó enormemente a los Kara-Jitai, cuyas tierras fueron rápidamente anexadas.

## Fuerzas enfrentadas
El cronista persa Nasawi es el único que da cifras respecto de la batalla, con 20 000 para los mongoles y 60 000 para los jorezmitas, aunque posteriormente dice que el sah tenía el doble de hombres que Jochi. El historiador holandés Leo de Hartog apoyaba la cifra de Nasawi sobre los mongoles, aunque decía que Yebe no participó de la batalla. Por su parte, el sueco Carl Fredrik Sverdrup ha propuesto números mucho más bajos, entre cinco y quince mil hombres por cada bando; también teoriza que las fuerzas jorezmitas pudieron ser ligeramente más fuertes que las mongolas y quizás superiores en número. Posteriormente, afirmó que la expedición mongola se componía inicialmente de 10 000 soldados de Subotai y 4000 de la guardia personal de Jochi, aunque posiblemente sólo serían unos 10 000 después de vencer a los merkitas. En cambio, el sah tendría también unos 10 000 hombres, aunque con mayor proporción de caballería pesada, destacando los 300 a 700 hombres de la guardia personal de su hijo; ambos ejércitos serían exclusivamente de caballería.

## Combate
Independiente del año, el sah se enteró de que grandes ejércitos estaban operando al norte de su frontera y marchó a enfrentarlos. Juvayni dice que llegó al Irgiz un día después que los mongoles derrotaran a los merkitas o naimanos, tomándolos por sorpresa. Los mongoles, que tenían órdenes de su jagán de no combatir a enemigos que no fueran su objetivo, ofrecieron parte del botín para evitar dar batalla. También amenazaron, asegurando que si Mohamed II los combatía, sólo dejarían de su ejército cenizas que dispersarían los vientos. Sin embargo, el sah se negó, asegurando «Si Gengis Jan te ordenó que no entraras en batalla conmigo, entonces Alá Todopoderoso me ordena luchar contigo y me promete algo bueno para esta batalla. Y para mí no hay diferencia entre usted, gurján y Kuchlug Jan, porque todos ustedes son socios en la idolatría».
Luego, el sah forzó la batalla invadiendo el campamento mongol. Según Nasawi, estaba tan al norte porque marchaba a la guerra contra Kuchlug. Juvayni afirmaba que estaba persiguiendo tanto a los merkitas como a los mongoles. Juzjani afirma que el sah marchó al norte para enfrentar a su suegro, el jan Qadir (o Kadr) de los kipchak. Athir, por su parte, afirma que el sah buscaba enfrentarse al jagán en persona. En cambio, Sverdrup teoriza que los qangli eran aún aliados de Mohamed II, fueron atacados por los mongoles cuando marcharon a través de sus tierras para llegar a los kipchak y merkitas, solicitando ayuda al sah, quien marchó a averigurar qué sucedía.
Las formaciones de los ejércitos dependen según la cronología seleccionada, aunque en ambas parecen haber mandado Subotai y Mohamed II. Si se hace caso a la de 2019, Jalal ad-Din Mingburnu y Jochi comandaron las alas derechas de sus respectivos ejércitos. En tanto que Yebe, de haber estado presente, mandaba el ala izquierda de los mongoles. La Historia de Yuan registra que «Yebe luchó en un compromiso fallido». Cuando chocaron, la batalla fue igualada para ambos bandos, pues las alas derechas de los dos ejércitos hicieron retroceder a sus oponentes. Tanto Juvayni como Nasawi indican que el sah quedó aislado en el centro y fue la carga del ala derecha encabezada por su hijo la que hizo retroceder al enemigo; Juvayni afirmaba que el príncipe jorezmita luchó como un león.
La lucha había sido indecisa y sólo acabó al anochecer. El sah creyó que volverían a luchar al día siguiente, pero al amanecer descubrió que los mongoles habían abandonado su campamento en secreto durante la noche para irse a sus tierras. De hecho, dejaron las antorchas y fogatas encendidas para aparentar que su campamento permanecía ocupado.

## Consecuencias
El combate, que de otro modo no habría tenido importancia, ganó renombre por ser el primer enfrentamiento entre mongoles y jorezmitas. El sah se sintió conmocionado por la fuerza y valor de los guerreros mongoles, quienes combatieron sin problemas a un ejército mucho mayor. Esto ha llevado a historiadores como Bartold a teorizar que fue el motivo de que eligiera una estrategia puramente defensiva durante su posterior guerra abierta con los mongoles.
Una guarnición fue dejada a cargo de Toquchar al oeste de los Altái, demostrando la intención mongola de permanecer en la zona.

### Medieval
Los libros son citados en números romanos y capítulos y párrafos en números arábigos. Entre paréntesis se usaron los apellidos de los editores o traductores de las ediciones usadas para indicar las páginas. 
- Ali ibn al-Athir. La historia completa. En Richards, D. S. (2016). The Chronicle of Ibn al-Athir for the Crusading Period from al-Kamil fi'I-Ta'rikh. The Years 589-629/1193-1231: The Ayyubids after Saladin and the Mongol Menace (en inglés) III. Londres: Routledge.
- Ata-Malik Juvayni. Historia del conquistador del mundo. En Boyle, John Andrew (1958). The History of the World-Conqueror (en inglés) I. Cambridge: Harvard University Press.
- Historia de Yuan (citada como HY). En Jrapachevski, Román Petróvich (2009). Золотая Орда в источниках. Золотая Орда в источниках, Китайские и монгольские источники (en ruso) III. Moscú: ППП "Типография "Наука". Véase también en chino en Chinese notes.
- Historia secreta de los mongoles (citada como HS). Véase en Onon, Urgunge (2005). The Secret History of the Mongols: The Life and Times of Chinggis Khan (en inglés). Londres: Taylor & Francis. También en Waley, Arthur (2013). The Secret History of the Mongols: And Other Pieces (en inglés). Londres: Taylor & Francis. ISBN 9781136748240.
- Minhaj-i Siraj Juzjani. Una historia general de las dinastías mahometanas de Asia. En Raverty, H. G. (1970). Tabakat-I-Nasiri (en inglés) II. Nueva Delhi: Oriental Books Reprint Corporation.
- Rashid-al-Din Hamadani. Compendium de Crónicas. En Arends, Alfred Kárlovich (1946). Сборник летописей (Книга 2) I. Moscú: Institut vostokovedenii︠a︡ (Akademii︠a︡ nauk SSSR).
- Shihab al-Din Muhammad al-Nasawi. Biografía de Jalal ad-Din Mingburnu. En Bunyatov, Ziya Musáyevich (1996). Сират ас-султан Джалал ад-Дин Манкбурны (en ruso). Moscú: Восточная литература.
- Su Tianjue 蘇天爵. Estela del "militante inquebrantable" Jurong-wang, [miembro] de la Consejo Privado Supremo. Texto nombrado como Shumi Jurong Wuyiwang o Shumi Jurung Wu-yi wang bei, traducida al inglés como «Stele of "Militantly Unshakable" Jurong-wang, [member] of the Supreme Privy Council». Véase edición moderna en colección de textos de la dinastía Yuan en Yao Jingan, 姚景安 (1996). «Shumi Jurong Wuyiwang 樞密句容武毅王». Yuanchao Mingcheng Shilue (en chino) (Beijing: Zhonghua shuju) (3): 47-51.

### Moderna
- Atwood, Christopher P. (2004). «Khorazm». Encyclopedia of Mongolia and the Mongol Empire (en inglés). Nueva York: Facts on File. pp. 306-310. ISBN 9780816046713.
- Atwood, Christopher (2017). «Jochi and the Early Western Campaigns».  En Morris Rossabi, ed. How Mongolia Matters: War, Law, and Society (en inglés). Brill. pp. 35-56. ISBN 9789004343405.
- Barthold, Vasily (1968). Turkestan Down to the Mongol Invasion (en inglés) (3ª edición). Londres: Gibb Memorial Trust.
- Biran, Michal (2005). The Empire of the Qara Khitai in Eurasian History: Between China and the Islamic World (en inglés). Cambridge: Cambridge University Press. ISBN 9780521842266.
- Buell, Paul D. (1992). «Early Mongol Expansion in Western Siberia and Turkestan (1207-1219): A Reconstruction». Central Asiatic Journal (en inglés) (Leipzig: Harrassowitz Verlag) XXXVI (1): 1-32.
- Buell, Peter D. (1993). «Sübȫtai Ba'atur».  En Rachewiltz, Igor de, ed. In the Service of the Khan: Eminent Personalities of the Early Mongol-Yüan Period (1200-1300) (en inglés). Wiesbaden: Otto Harrassowitz Verlag. pp. 13-26. ISBN 978-3-447-03339-8.
- Buniyatov, Z. M. (2015). Государство Хорезмшахов-Ануштегинидов: 1097-1231 [A History of the Khorezmian State under the Anushteginids, 1097-1231] (en ruso). Moscú: Nauka. Traducción inglés-ruso por Mustafayev, Shahin; Welsford, Thomas. ISBN 978-9943-357-21-1.
- Cisney, Vernon W. (2018). Deleuze and Derrida: Difference and the Power of the Negative (en inglés). Edimburgo: Edinburgh University Press. ISBN 9780748696239.
- Dafeng, Qu; Jianyi, Liu (1998). «On Some Problems Concerning Jochi's Lifetime». Central Asiatic Journal (en inglés) (Leipzig: Harrassowitz Verlag) XLII (2): 283-290.
- De Hartog, Leo (1989). Genghis Khan: Conqueror of the World (en inglés). Nueva York: St. Martin's Press. ISBN 1-86064-972-6.
- Favereau, Marie (2021). The Horde: How the Mongols Changed the World (en inglés). Cambridge: Harvard University Press. ISBN 9780674244214.
- Forbes Manz, Beatrice (2022). «The Mongol conquest of Iran».  En Timothy May; Michael Hope, ed. The mongol world (en inglés). Nueva York: Routledge. pp. 196-212. ISBN 978-1-138-05667-1.
- Jackson, Peter (2009). «The Mongol Age in Eastern Inner Asia».  En Nicola Di Cosmo, ed. The Cambridge History of Inner Asia. The Chinggisid Age (en inglés). Cambridge: Cambridge University Press. pp. 26-45. ISBN 9781139056045.
- May, Timothy Michael (2016).  Michael Hope; Timothy May, ed. The Mongol Empire: A Historical Encyclopedia (en inglés) I. Edimburgo: Edinburgh University Press. ISBN 978-0-7486-4237-3.
- Rybatzki, Volker (2003). «Names of the Months in Middle Mongol».  En Alice Sárközi; Attila Rákos, ed. Altaica Budapestinensia MMII. Proceedings of the 45th Permanent International Altaistic Conference (PIAC), Budapest, Hungary, June 23-28, 2002 (en inglés). Budapest: Hungarian Academy of Sciences & Eötvös Loránd University. pp. 256-290. ISBN 9635083882.
- Sverdrup, Carl F. (2010). «Numbers in Mongol Warfare».  En France, John; J. Rogers, Clifford; DeVries, Kelly, ed. Journal of Medieval Military History (en inglés) VIII. Martlesham: Boydell and Brewer. pp. 109-117. ISBN 9781843835967.
- Sverdrup, Carl F. (2013). «Sübe'etei Ba'atur, Anonymous Strategist». Journal of Asian History (Leipzig: Harrassowitz Verlag) XLVII (1): 33-49.
- Sverdrup, Carl F. (2017). The Mongol Conquests: The Military Campaigns of Genghis Khan and Sübe'etei (en inglés). Amherst: Helion & Company. ISBN 978-1913336059.
- Yan Fu, 閻復 (1999). «Shumi Jurong Wuyi Wang bei 樞密句容武毅王碑». Quan Yuan wen 全元文 (en chino) (Nanjing: Li Xiusheng 李修生) IX (295): 265-268.

- Datos: Q107629208